# Effingham (New Hampshire)
Effingham è un comune degli Stati Uniti d'America facente parte della contea di Carroll nello stato del New Hampshire.